# The Scarecrow
The Scarecrow är ett album från 2008 av det tyska power metalbandet Avantasia. Alla låtar på skivan är skrivna av gruppens sångare och basist Tobias Sammet, som också leder projektet. 2010 släpptes fortsättningen på historien på två skivor, The Wicked Symphony och Angel of Babylon, som båda släpptes 3 april 2010.

## Låtlista
1. Twisted Mind - 6:14
2. The Scarecrow - 11:12
3. Shelter From the Rain - 6:09
4. Carry Me Over - 3:52
5. What Kind of Love - 4:56
6. Another Angel Down - 5:41
7. The Toy Master - 6:21
8. Devil in the Belfry - 4:42
9. Cry Just a Little - 5:15
10. I Don't Believe in Your Love - 5:34
11. Lost in Space - 3:53

## Medverkande
- Tobias Sammet
- Sascha Paeth
- Eric Singer
- Roy Khan
- Jorn Lande
- Michael Kiske
- Bob Catley
- Henjo Richter
- Kai Hansen
- Amanda Somerville
- Alice Cooper
- Oliver Hartmann
- Rudolf Schenker
- André Matos